# Хайкин, Рафаил Шевелевич
Рафаил Шевелевич Хайкин — советский хозяйственный, государственный и политический деятель.

## Биография
Родился в 1917 году в местечке Озаричи. Член КПСС.
Участник Великой Отечественной войны и обороны Ленинграда в составе 68-го истребительного батальона. С 1944 года — на хозяйственной, общественной и политической работе. В 1944—2006 гг. — инженер-конструктор ДМЗ, преподаватель в артиллерийском училище в Ленинграде, инженер-конструктор МКБ «Радуга», участник создания авиационных ракет Х-55.
Лауреат Государственной премии СССР.
Умер в Москве в 2006 году.